# Rodrigo Colombo
Rodrigo Colombo (San Marcos Sud, Argentina, 19 de noviembre de 1992) es un futbolista argentino Juega como defensa central y su equipo actual es Sport Boys de la Liga1 de Perú. Tiene 32 años.

## Trayectoria
Debutó futbolísticamente en Atlético de Rafaela, donde fue dirigido por Jorge Burruchaga. Además compartió el equipo con Axel Werner. Luego se rumoreó su llegada al Newell's Old Boys, sin embargo, esto fue descartado, luego de que desde Perú aseguraron que había firmado por Sport Huancayo, club con el que jugará la Copa Sudamericana 2018. Venció en primera ronda a Unión Española de Santiago.

## Clubes
| Club                    | País      | Año       |
| ----------------------- | --------- | --------- |
| Atlético de Rafaela     | Argentina | 2013-2016 |
| Universitario de Sucre  | Bolivia   | 2017      |
| Sport Huancayo          | Perú      | 2018      |
| Independiente Rivadavia | Argentina | 2019-2021 |
| Deportivo Maipú         | Argentina | 2021      |
| Atlanta                 | Argentina | 2022      |
| Sport Huancayo          | Perú      | 2023      |
| Atlético de Rafaela     | Argentina | 2024      |
| Sport Boys              | Perú      | 2025-Act. |